# Saperavi

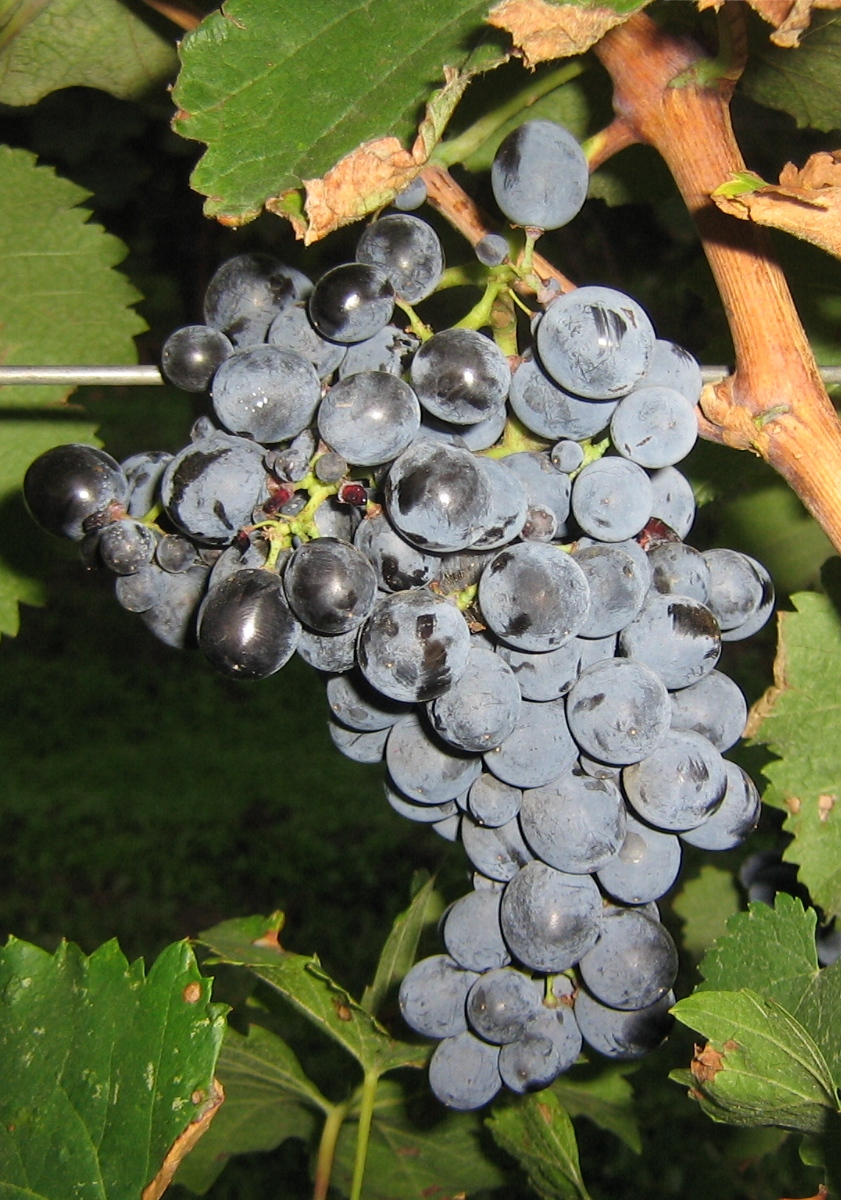
Hrozen odrůdy Saperavi, Purcari, Moldavsko

Saperavi je velmi starobylá, pozdní moštová, místy i stolní odrůda révy vinné (Vitis vinifera). Náleží k eko-geografické skupině černomořských odrůd a patrně pochází z východogruzínské Kachetie, z údolí Alazani, rozprostírajícího se mezi Velkým Kavkazem a pohořím Civ-Gombori. Některé zdroje však uvádějí jako původní místo výskytu západogruzínskou Imeretii a jiné severogruzínskou Abcházii. Odrůda je tak jako tak v Gruzii nejpěstovanější modrou odrůdou.

## Popis
Réva vinná (Vitis vinifera) odrůda Saperavi je jednodomá dřevitá pnoucí liána dorůstající v kultuře až několika metrů. Kmen tloušťky až několik centimetrů je pokryt světlou borkou, která se loupe v pruzích. Úponky révy umožňují této rostlině pnout se po pevných předmětech. Růst je středně bujný. Vrcholky letorostů a apikální lístky jsou silně plstnatě ochmýřené, téměř bílé s růžovými okraji. Mladé listy jsou žlutavě zelené se slabým růžovým nádechem, plstnatě ochmýřené. Jednoleté réví je světle hnědé se šedivým nádechem, uzly jsou tmavě hnědé.
Listy jsou středně velké, okrouhlé až vejčité, tří- až pětilaločnaté se středně hlubokými, lyrovitými výkroji, často s protáhlým středním lalokem, na rubu jsou jemně plstnaté, řapíkový výkroj je výrazně lyrovitý, většinou s oblým dnem, úzce otevřený až uzavřený. Podzimní barva listů je žlutá s vínově červenými skvrnami.
Oboupohlavní pětičetné květy v hroznovitých květenstvích jsou žlutozelené, samosprašné. Plodem jsou malé až středně velké (13–18 × 12–17 mm, 1,2–1,5 g), mírně oválné, silně ojíněné bobule tmavě modré až černomodré barvy s tenkou, ale pevnou slupkou, obsahující vysoké množství barviv, s tmavě růžovou dužinou příjemné, svěží chuti, s 2–3 semeny v dužině. Hrozny jsou středně velké (13–17 × 12–15 cm, 90–100 g), válcovité až válcovitě-kuželovité, řidší, často rozvětvené, velmi často s jedním malým křidélkem. Stopka je zelená, 4–5 cm dlouhá.

## Původ a rozšíření
Saperavi je odrůda révy vinné (Vitis vinifera). Náleží k eko-geografické skupině černomořských odrůd a patrně pochází z východogruzínské Kachetie, z údolí Alazani, rozprostírajícího se mezi Velkým Kavkazem a pohořím Civ-Gombori. Některé zdroje však uvádějí jako původní místo výskytu západogruzínskou oblast Imereti a jiné severogruzínskou Abcházii. Rodičovské odrůdy nejsou známé.
V Gruzii je odrůda pěstována prakticky ve všech vinařských regionech, najdeme ji na velkých plochách v Kachetii a dále například v regionech Kartli, Imeretie, Gurie či Rača-Lečchumi. Mimo Gruzii ji najdeme snad ve všech státech bývalého SSSR, především v Arménii, Ázerbájdžánu, Moldavsku (roku 1999 na 900 ha), v Tádžikistánu, Turkmenistánu, Uzbekistánu a Kyrgyzstánu.
Mimo oblast bývalého Sovětského Svazu je odrůda rozšířená na větších plochách v Bulharsku, Rumunsku, na Ukrajině, především v Krymské oblasti, v Austrálii, ve státě New York v USA, v Číně, Japonsku a v Kanadě.
Ve Státní odrůdové knize České republiky není odrůda zapsána, není uvedena ani mezi odrůdami, ze kterých je dovoleno vyrábět zemská vína. V České republice se prakticky nepěstuje.

## Název
Název odrůdy, v gruzínštině საფერავი, doslova znamená „barvy“, „barviva“ a vztahuje se k vysokému obsahu barviv ve slupce a v dužině. Některá synonyma obsahují konkrétní údaje o místech pěstování odrůdy Saperavi v minulosti, tak například Patara Saperavi ukazuje na jihozápadní pobřeží Lýkie, na antické město Patara v dnešním Turecku.
Další, lokálně používaná synonyma odrůdy Saperavi jsou : Саперави, Красильщик (Rusko), Didi Saperavi, Kleinberiger, Nerki Khagog, Patara Saperavi, Saparavi, Saperavi Didtana Kwaviliani, S. Martwalmitweni, S. Nischwilmari Twala, Saperawi (Německo), S. de Kachet, S. de Kakhetie, S. Patara, Saperaibi, Saperave Moklemtewana, Sapervi, Sapeur, Sapéravi, Sapewi, Sapiramica Major Sapperawi, Sapperawi, Scaperawi, Scoperawi, Szaperavi.

## Mutace odrůdy
Odrůda Saperavi je velmi bohatá na mutace a klony. Oblastně se pěstují mutace odrůdy Saperavi, variety Martali Saperavi (jedná se o varietu, údajně dávající vína nejvyšší kvality), Tchwili Saperavi, Mamali Saperavi a Dedali Saperavi.
V katalogu VIVC jsou samostatně, bez dalších podrobností, uvedeny gruzínské moštové odrůdy Saperavi Atenis (pěstována v regionu Kartli), Saperavi Bezhashvilis (též S. Bedjashvilis, pěstována v regionu Kartli), Saperavi Budeshuriseburi (klon z regionu Kachetie, má protáhle oválné bobule, dříve dozrává a proto mívá vyšší cukernatost moštu, je na menších plochách pěstován na Ukrajině, na Krymu, okolí Oděsy a města Mykolaiv), Saperavi Grdzelmtevana (pěstována v regionu Kachetie), Saperavi Guriis (pěstována v regionu Gurie), Saperavi Kartlis (klon z regionu Kartli, dozrávající v oblasti pěstování na přelomu září a října, dávající vyšší výnosy, ale obecně náchylnější k houbovým chorobám), Saperavi Medzhrivkhevis (též S. Mejvriskhevis, pěstována v regionu Kartli), Saperavi Pachkha (pěstována v regionu Kachetie) a Saperaviseburi (pěstována v regionu Kachetie).
Odrůdy mohou být mutacemi či klony odrůdy Saperavi, v některých případech ale může jít pouze o nezařazená synonyma, tak jako u dalších dvou zde uvedených odrůd Saperavi Gruzinskii a Saperavi Viao s udáním místa původu bývalé SSSR. Mimo to je v literatuře ještě zmínka o odrůdách, opět patrně klonech odrůdy Saperavi, a sice Saperavi Acharuli (pěstována v regionu Adžárie), Saperavi Tetri (pěstována v regionu Kachetie) a Saperavi Mskhvilmatrsvala (též S. Mskhvilmarcvala, pěstována v regionu Kachetie).

## Kříženci odrůdy
Odrůda Saperavi byla pro své nepochybné kvality použita při šlechtění nových odrůd révy, namátkou lze uvést tři modré moštové odrůdy z bývalého SSSR, interspecifickou moštovou odrůdu Saperavi Severnyi (1947, Vinohradnický výzkumný ústav J.I. Potapenka, Novočerkask) nebo odrůdy původu Vitis vinifera, Bastardo Magarachskii (1949) a Rubinovyi Magaracha (1928), které pocházejí z ukrajinského šlechtitelského Institutu Magarač na Krymu, založeného hrabětem Michailem Woronzowem roku 1828. Institut dnes disponuje asi 2.000 hektary vinic. Názvy odrůd jsou uváděny v přepisu dle katalogu odrůd VIVC Geilweilerhof.

## Pěstování
Průměrně výnosná moštová a stolní odrůda, která je právem řazena mezi odrůdy kvalitativní. Réví vyzrává dobře (85 %), výnosy se pohybují okolo 9–11 t/ha a jsou poměrně stabilní, pokud nedojde ke sprchnutí květenství. Počet hroznů na výhon je v průměru 0,88, na plodonosný 1,63, plodnost dřeva je 66 %. Odrůda poměrně dobře odolává zimním mrazům a nebývá ohrožována pozdními jarními mrazy. Odolnost vůči suchu je poměrně vysoká. Doporučováno je zatížení keře 50–60 oček, řez na 10–12 (na Krymu 6–8) oček, vyhovují podnože jako K 5BB či 41 B. Cukernatost moštu se dle klimatických podmínek pohybuje v rozmezí 17–28 °NM, acidita 7,5–12,6 %.

### Fenologie
Vegetační cyklus odrůdy trvá 150–160 dní při sumě aktivních teplot (SAT) 2900–3000 °C, v podmínkách Oděsy dozrává tato pozdní odrůda koncem září až začátkem října.

### Choroby a škůdci
Odrůda průměrně odolává plísni révové (Plasmopara viticola) a padlí révovému (Uncinula necator), v deštivých letech bývá napadena plísní šedou (Botrytis cinerea), méně než jiné odrůdy je poškozována obaleči.

### Poloha a půdy
Odrůdu lze pěstovat i v chladnějších, podhorských údolích a ve vyšších nadmořských výškách. Dobře prospívá na různých typech půd kromě těch vyloženě suchých, zasolených a podmáčených. Vysoké výnosy dává na teplých, dobře provzdušněných a propustných půdách.

## Víno

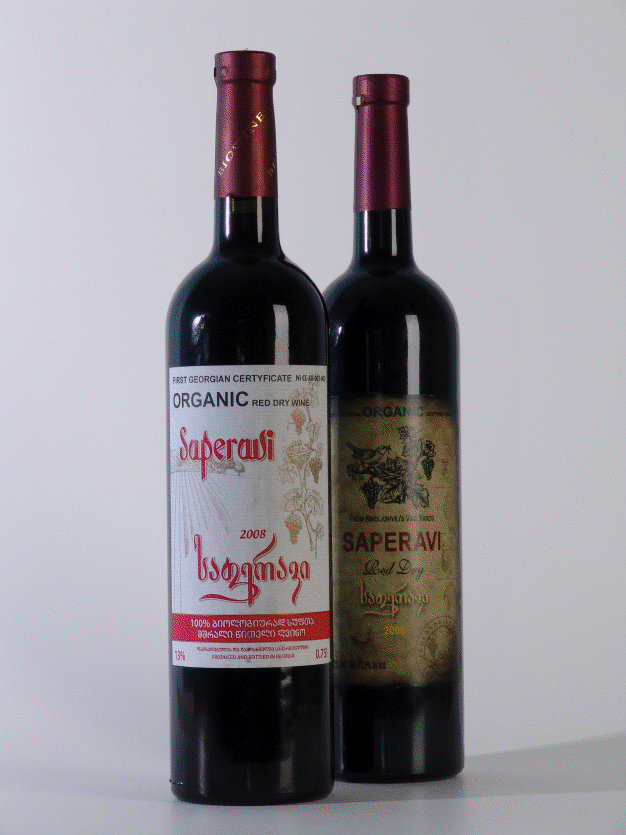
Gruzínská vína z odrůdy Saperavi

Odrůda Saperavi se často používá jako barvířka a je schopna dát i v cuvée s 30 % bílé odrůdy víno lákavě červené barvy. Náleží mezi ty vzácné barvířky, používané s úspěchem k přípravě vynikajících odrůdových vín.
Víno je charakteristické tmavě rubínovou barvou, vysokým obsahem extraktu, vyšší aciditou, velmi vysokým obsahem alkoholu a taninů, harmonickou chutí a příjemnou trpkostí. Je vhodné k úpravě barrique, získá aromatický buket pražené kávy a jemné vanilky, doplňující odrůdový ovocitý charakter s tóny zralých černých třešní, sušených švestek a fialek. Víno je pověstné vysokou kvalitou, má velmi dobý potenciál zrání, dobrá vína lze archivovat více než 30 let. Mimo to se Saperavi používá k výrobě odrůdových rosé vín, ovocitých červených vín, určených k pití jako mladá a k výrobě různých cuvée, například s odrůdami Morastel, Cabernet Sauvignon či s různými autochtonními odrůdami. Místy slouží hrozny též k výrobě destilátů a k přímé konzumaci jako stolní odrůda.
V Gruzínské Kachetii, v údolí Alazani se vyrábějí známá odrůdová vína s názvy „Kindzmarauli“, „Pirosmani“ (přírodní polosladké víno z okolí města Kardanachi), „Mukusani“ (víno z údolí Alazani, zrající v dubových sudech), „Akhascheni“ (přírodně polosladké červené odrůdové víno granátové barvy, vyráběné v okolí Gurdžaani od roku 1958), na Krymu například víno „Juschnobereschni“ a také červený „Krimsekt“.

### Stolování
Suchá vína se obecně doporučují podávat k teplým pokrmům z telecího nebo vepřového masa. V úpravě barrique jsou vhodná ke steakům, jehněčímu a smaženým žampiónům.

### Multimédia
- Martin Šimek : Encyklopédie všemožnejch odrůd révy vinné z celýho světa s přihlédnutím k těm, co již ouplně vymizely, 2008–2012